# Gornate-Olona
Gornate-Olona est une commune italienne de la province de Varèse dans la région Lombardie en Italie.

## Toponyme
Pourrait dériver du nom latin Cornus avec le  suffixe génitif -ate ou de Gorgon-at/Gorgan-at de gorgo: gorge. se référant à la présence d'une source ou un cours d'eau.
Jusqu'en 1928 appelée Gornate Inferiore.

## Administration
| Période                                  | Période  | Identité      | Étiquette | Qualité |
| ---------------------------------------- | -------- | ------------- | --------- | ------- |
| 8/6/2009                                 | En cours | Barbara Bison | Lega Nord | avocate |
| Les données manquantes sont à compléter. |          |               |           |         |

### Hameaux
Torba, Bettolin, la Madonnetta, Belvedere, Cast.o Respiro, C.na Novella, C.na Monastero, San Pancrazio, Biciera, C.na Maniga, Marcona